# Saint-Martin (Gers)
Pour les articles homonymes, voir Saint-Martin.
Saint-Martin (Sent Martin en gascon) est une commune française située dans le sud du département du Gers en région Occitanie. Sur le plan historique et culturel, la commune est dans le pays d'Astarac, un territoire du sud gersois très vallonné, au sol argileux, qui longe le plateau de Lannemezan.
Exposée à un climat océanique altéré, elle est drainée par le Lizet, le ruisseau du Rieutort, le ruisseau du Rodou et par divers autres petits cours d'eau.
Saint-Martin est une commune rurale qui compte 442 habitants en 2022, après avoir connu une forte hausse de la population depuis 1962. Elle est dans l'agglomération de Mirande et fait partie de l'aire d'attraction d'Auch. Ses habitants sont appelés les Saint-Martinois ou  Saint-Martinoises.

## Géographie

### Localisation
Le village de Saint-Martin, dans le Gers, se situe à 29 km d'Auch, 104 km de Toulouse, 20 km de Marciac, 50 km de Tarbes. Éclaté sur trois collines et le long de la route nationale 21, le village n'a pas de rue.

### Communes limitrophes
Les communes limitrophes sont  Berdoues, Mirande, Monclar-sur-Losse et Saint-Maur.
|                   |              | Mirande  |
| Monclar-sur-Losse | Saint-Martin |          |
| Saint-Maur        |              | Berdoues |

### Géologie et relief
Saint-Martin se situe en zone de sismicité 2 (sismicité faible).

### Hydrographie

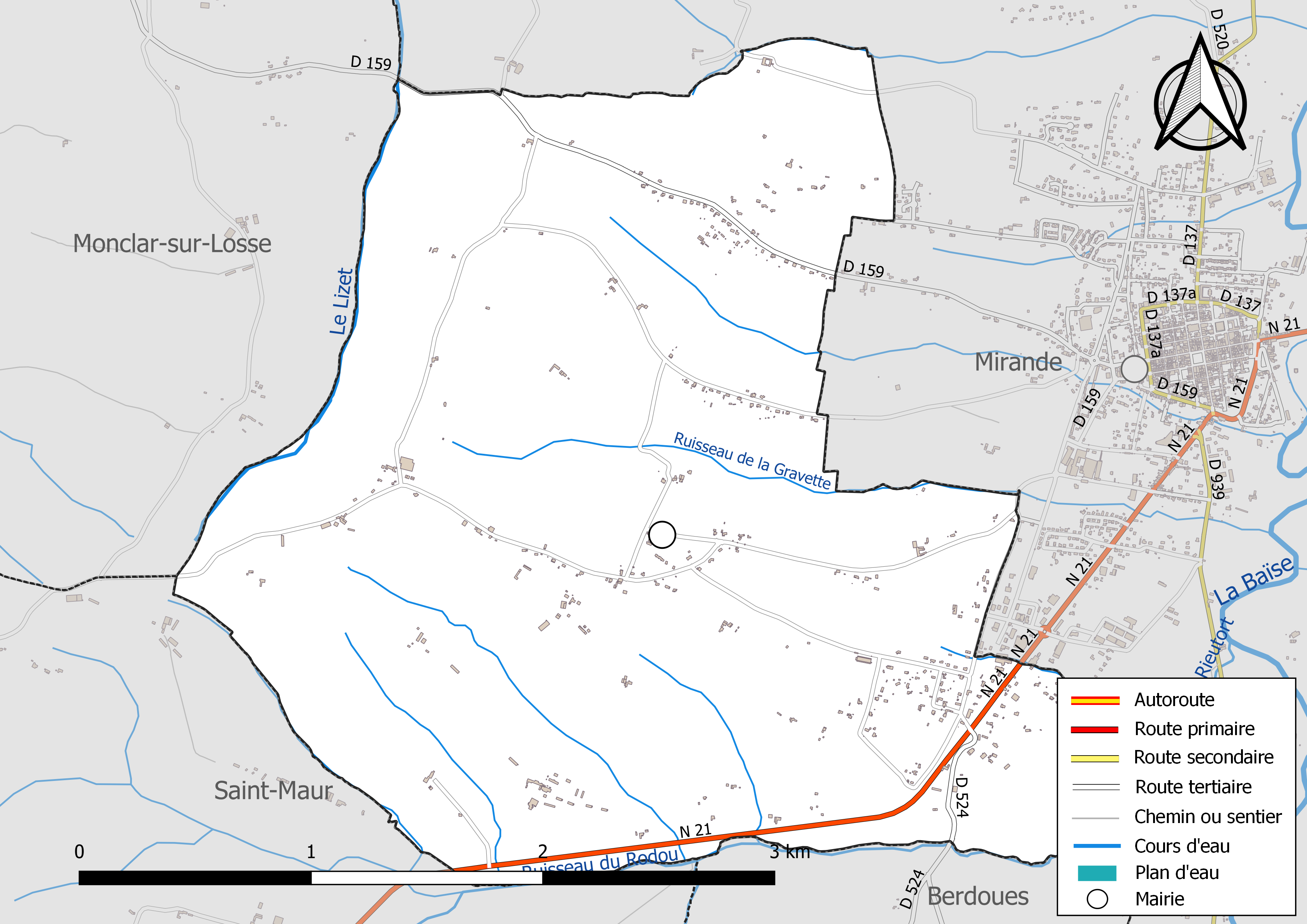
Réseaux hydrographique et routier de Saint-Martin.

La commune est dans le bassin de la Garonne, au sein du bassin hydrographique Adour-Garonne. Elle est drainée par le Lizet, le ruisseau du Rieutort, le ruisseau du Rodou, le ruisseau de la Gravette et par divers petits cours d'eau, qui constituent un réseau hydrographique de 12 km de longueur totale,.
Le Lizet, d'une longueur totale de 13,6 km, prend sa source dans la commune et s'écoule vers le nord. Il traverse la commune et se jette dans l'Osse à Saint-Arailles, après avoir traversé 6 communes.

### Climat
Pour des articles plus généraux, voir Climat de l'Occitanie et Climat du Gers.
En 2010, le climat de la commune est de type climat océanique altéré, selon une étude s'appuyant sur une série de données couvrant la période 1971-2000. En 2020, Météo-France publie une typologie des climats de la France métropolitaine dans laquelle la commune est toujours exposée à un climat océanique altéré et est dans la région climatique Aquitaine, Gascogne, caractérisée par une pluviométrie abondante au printemps, modérée en automne, un faible ensoleillement au printemps, un été chaud (19,5 °C), des vents faibles, des brouillards fréquents en automne et en hiver et des orages fréquents en été (15 à 20 jours).
Pour la période 1971-2000, la température annuelle moyenne est de 13,1 °C, avec une amplitude thermique annuelle de 14,9 °C. Le cumul annuel moyen de précipitations est de 838 mm, avec 10,2 jours de précipitations en janvier et 6,5 jours en juillet. Pour la période 1991-2020, la température moyenne annuelle observée sur la station météorologique la plus proche, située sur la commune de Mirande à 3 km à vol d'oiseau, est de 13,6 °C et le cumul annuel moyen de précipitations est de 818,5 mm,. Pour l'avenir, les paramètres climatiques de la commune estimés pour 2050 selon différents scénarios d'émission de gaz à effet de serre sont consultables sur un site dédié publié par Météo-France en novembre 2022.

### Milieux naturels et biodiversité
Aucun espace naturel présentant un intérêt patrimonial n'est recensé sur la commune dans l'inventaire national du patrimoine naturel,,.

## Urbanisme

### Typologie
Au 1er janvier 2024, Saint-Martin est catégorisée commune rurale à habitat dispersé, selon la nouvelle grille communale de densité à sept niveaux définie par l'Insee en 2022.
Elle appartient à l'unité urbaine de Mirande, une agglomération intra-départementale regroupant deux  communes, dont elle est une commune de la banlieue,,. Par ailleurs la commune fait partie de l'aire d'attraction d'Auch, dont elle est une commune de la couronne,. Cette aire, qui regroupe 112 communes, est catégorisée dans les aires de 50 000 à moins de 200 000 habitants,.

### Occupation des sols
L'occupation des sols de la commune, telle qu'elle ressort de la base de données européenne d’occupation biophysique des sols Corine Land Cover (CLC), est marquée par l'importance des territoires agricoles (95,4 % en 2018), en diminution par rapport à 1990 (99,2 %). La répartition détaillée en 2018 est la suivante : 
zones agricoles hétérogènes (69,6 %), terres arables (25,8 %), zones urbanisées (4,6 %). L'évolution de l’occupation des sols de la commune et de ses infrastructures peut être observée sur les différentes représentations cartographiques du territoire : la carte de Cassini (XVIIIe siècle), la carte d'état-major (1820-1866) et les cartes ou photos aériennes de l'IGN pour la période actuelle (1950 à aujourd'hui).

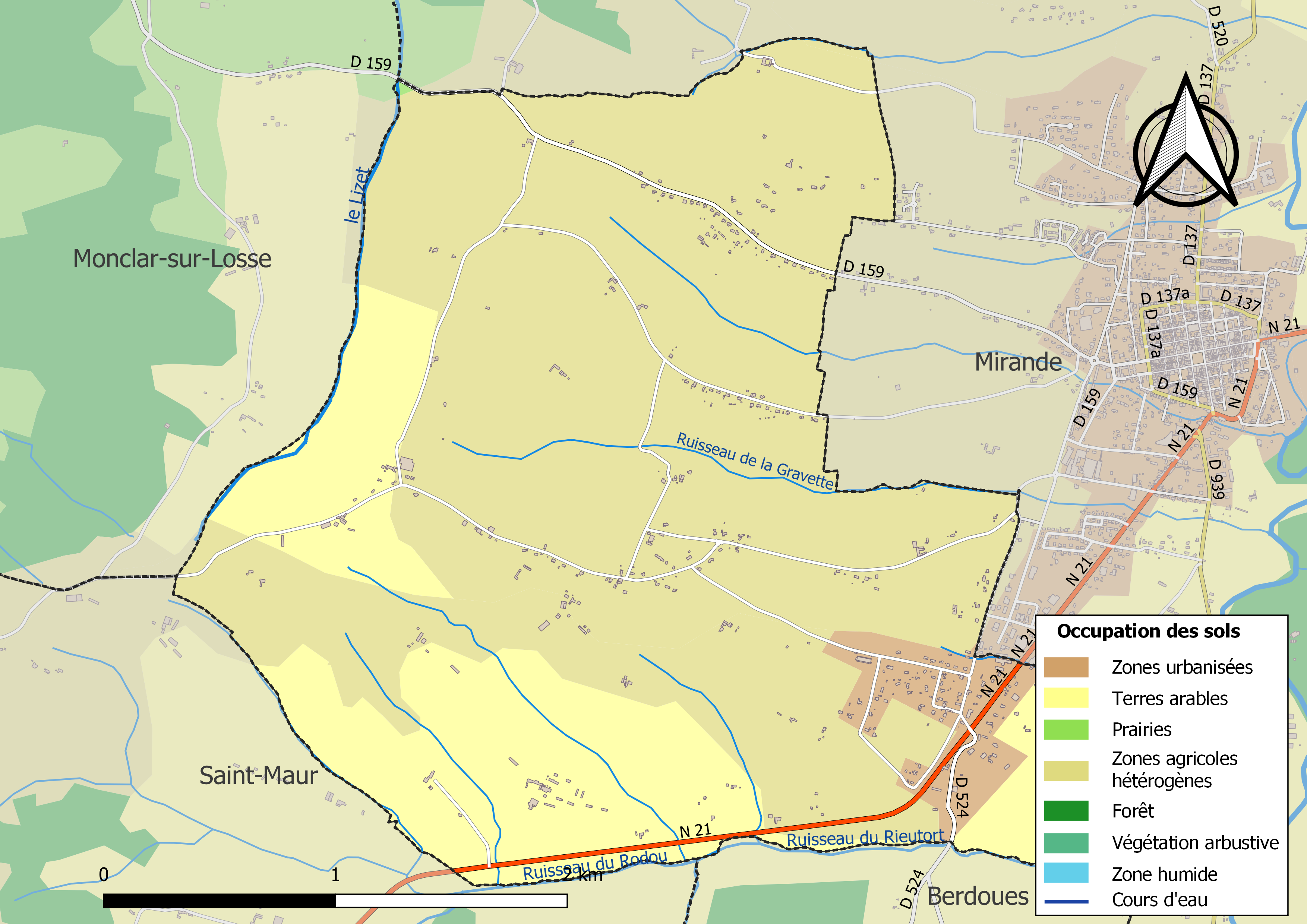
Carte des infrastructures et de l'occupation des sols de la commune en 2018 (CLC).

### Risques majeurs
Le territoire de la commune de Saint-Martin est vulnérable à différents aléas naturels : météorologiques (tempête, orage, neige, grand froid, canicule ou sécheresse) et séisme (sismicité faible). Un site publié par le BRGM permet d'évaluer simplement et rapidement les risques d'un bien localisé soit par son adresse soit par le numéro de sa parcelle.

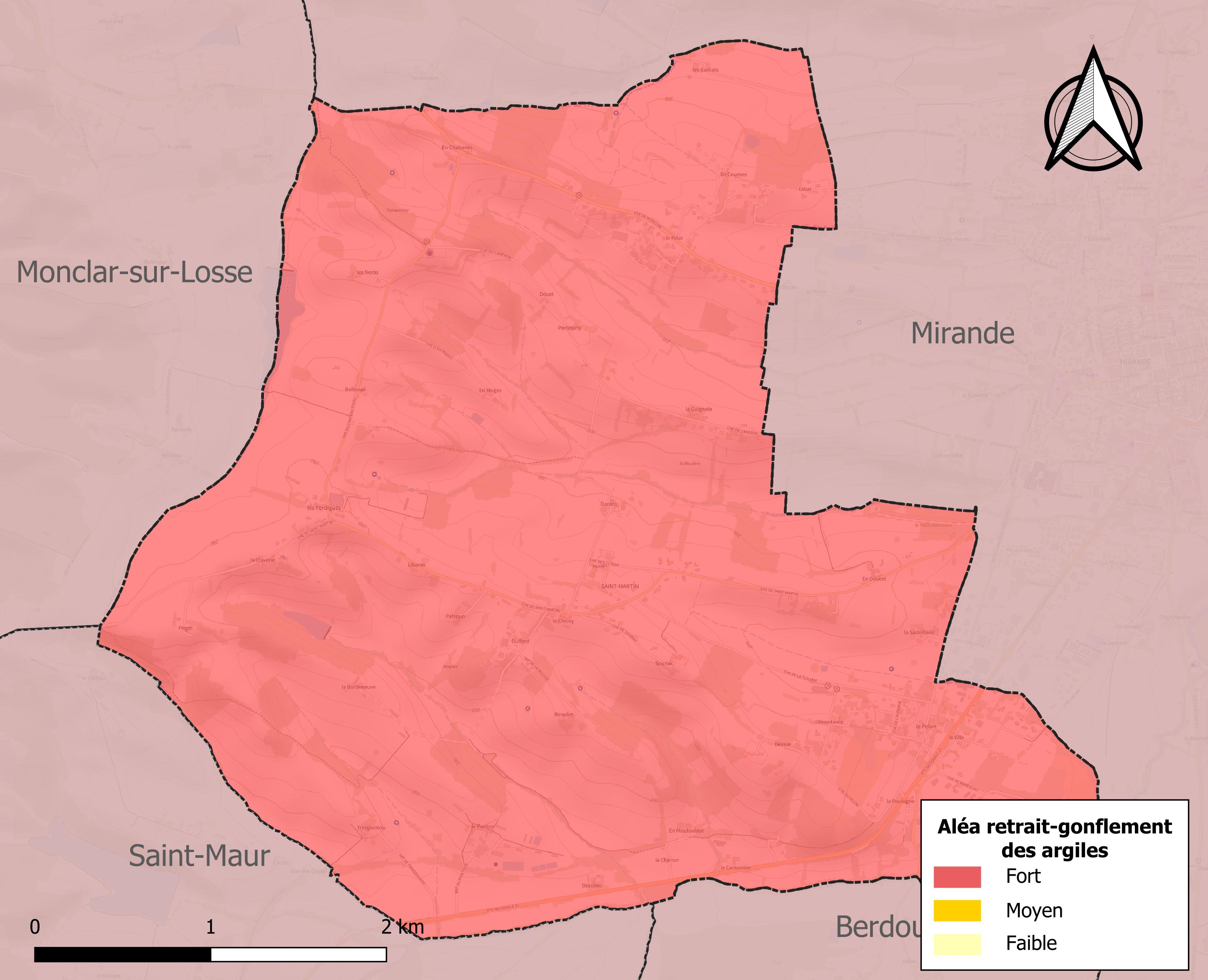
Carte des zones d'aléa retrait-gonflement des sols argileux de Saint-Martin.

Le retrait-gonflement des sols argileux est susceptible d'engendrer des dommages importants aux bâtiments en cas d’alternance de périodes de sécheresse et de pluie. La totalité de la commune est en aléa moyen ou fort (94,5 % au niveau départemental et 48,5 % au niveau national). Sur les 223 bâtiments dénombrés sur la commune en 2019, 223 sont en aléa moyen ou fort, soit 100 %, à comparer aux 93 % au niveau départemental et 54 % au niveau national. Une cartographie de l'exposition du territoire national au retrait gonflement des sols argileux est disponible sur le site du BRGM,.
Par ailleurs, afin de mieux appréhender le risque d’affaissement de terrain, l'inventaire national des cavités souterraines permet de localiser celles situées sur la commune.
La commune a été reconnue en état de catastrophe naturelle au titre des dommages causés par les inondations et coulées de boue survenues en 1995, 1999 et 2009. Concernant les mouvements de terrains, la commune a été reconnue en état de catastrophe naturelle au titre des dommages causés par la sécheresse en 1989, 1992, 1993, 2009 et 2016 et par des mouvements de terrain en 1999.

## Démographie
| 1793 | 1800 | 1806 | 1821 | 1831 | 1841 | 1846 | 1851 | 1856 |
| ---- | ---- | ---- | ---- | ---- | ---- | ---- | ---- | ---- |
| 286  | 258  | 321  | 327  | 312  | 350  | 354  | 309  | 392  |

| 1861 | 1866 | 1872 | 1876 | 1881 | 1886 | 1891 | 1896 | 1901 |
| ---- | ---- | ---- | ---- | ---- | ---- | ---- | ---- | ---- |
| 397  | 348  | 313  | 343  | 309  | 321  | 291  | 288  | 264  |

| 1906 | 1911 | 1921 | 1926 | 1931 | 1936 | 1946 | 1954 | 1962 |
| ---- | ---- | ---- | ---- | ---- | ---- | ---- | ---- | ---- |
| 249  | 255  | 242  | 239  | 223  | 212  | 224  | 230  | 187  |

| 1968 | 1975 | 1982 | 1990 | 1999 | 2006 | 2007 | 2012 | 2017 |
| ---- | ---- | ---- | ---- | ---- | ---- | ---- | ---- | ---- |
| 226  | 219  | 338  | 363  | 420  | 442  | 445  | 441  | 459  |

| 2022 | - | - | - | - | - | - | - | - |
| ---- | - | - | - | - | - | - | - | - |
| 442  | - | - | - | - | - | - | - | - |

Avec 465 habitants pour 907 hectares, le village de Saint-Martin affiche donc une densité de population de 51 habitants au km² soit plus que la moyenne départementale qui est de 28.
Le village dispose aussi de cinq logements HLM en maisons individuelles et d'une vaste salle des fêtes (le Foyer rural) qu'il est possible de louer l'espace d'une soirée pour un mariage ou un événement festif.

## Économie

### Revenus
En 2018  (données Insee publiées en septembre 2021), la commune compte 202 ménages fiscaux, regroupant 456 personnes. La médiane du revenu disponible par unité de consommation est de 23 000 € (20 820 € dans le département).

### Emploi
|                | 2008  | 2013  | 2018  |
| -------------- | ----- | ----- | ----- |
| Commune        | 6,4 % | 4,9 % | 6,1 % |
| Département    | 6,1 % | 7,5 % | 8,2 % |
| France entière | 8,3 % | 10 %  | 10 %  |

En 2018, la population âgée de 15 à 64 ans s'élève à 262 personnes, parmi lesquelles on compte 77,2 % d'actifs (71,1 % ayant un emploi et 6,1 % de chômeurs) et 22,8 % d'inactifs,. En  2018, le taux de chômage communal (au sens du recensement) des 15-64 ans est inférieur à celui de la France et département, alors qu'en 2008 il était supérieur à celui du département et inférieur à celui de la France.
La commune fait partie de la couronne de l'aire d'attraction d'Auch, du fait qu'au moins 15 % des actifs travaillent dans le pôle,. Elle compte 91 emplois en 2018, contre 105 en 2013 et 40 en 2008. Le nombre d'actifs ayant un emploi résidant dans la commune est de 188, soit un indicateur de concentration d'emploi de 48,2 % et un taux d'activité parmi les 15 ans ou plus de 51,1 %.
Sur ces 188 actifs de 15 ans ou plus ayant un emploi, 39 travaillent dans la commune, soit 21 % des habitants. Pour se rendre au travail, 87,8 % des habitants utilisent un véhicule personnel ou de fonction à quatre roues, 0,6 % les transports en commun, 3,7 % s'y rendent en deux-roues, à vélo ou à pied et 8 % n'ont pas besoin de transport (travail au domicile).

### Activités hors agriculture
50 établissements sont implantés  à Saint-Martin au 31 décembre 2019. Le tableau ci-dessous en détaille le nombre par secteur d'activité et compare les ratios avec ceux du département,.
| Secteur d'activité                                                                                        | Commune | Commune | Département |
| Secteur d'activité                                                                                        | Nombre  | %       | %           |
| --- | ------- | ------- | ----------- |
| Ensemble                                                                                                  | 50      | 100 %   | (100 %)     |
| Industrie manufacturière, industries extractives et autres                                                | 10      | 20 %    | (12,3 %)    |
| Construction                                                                                              | 8       | 16 %    | (14,6 %)    |
| Commerce de gros et de détail, transports, hébergement et restauration                                    | 14      | 28 %    | (27,7 %)    |
| Information et communication                                                                              | 1       | 2 %     | (1,8 %)     |
| Activités financières et d'assurance                                                                      | 1       | 2 %     | (3,5 %)     |
| Activités immobilières                                                                                    | 2       | 4 %     | (5,2 %)     |
| Activités spécialisées, scientifiques et techniques et activités de services administratifs et de soutien | 10      | 20 %    | (14,4 %)    |
| Administration publique, enseignement, santé humaine et action sociale                                    | 1       | 2 %     | (12,3 %)    |
| Autres activités de services                                                                              | 3       | 6 %     | (8,3 %)     |

Le secteur du commerce de gros et de détail, des transports, de l'hébergement et de la restauration est prépondérant sur la commune puisqu'il représente 28 % du nombre total d'établissements de la commune (14 sur les 50 entreprises implantées  à Saint-Martin), contre 27,7 % au niveau départemental.

### Agriculture
La commune est dans le « Haut-Armagnac », une petite région agricole occupant le centre du département du Gers. En 2020, l'orientation technico-économique de l'agriculture  sur la commune est la polyculture et/ou le polyélevage.
|               | 1988 | 2000 | 2010 | 2020 |
| ------------- | ---- | ---- | ---- | ---- |
| Exploitations | 25   | 14   | 10   | 11   |
| SAU (ha)      | 617  | 392  | 254  | 299  |

Le nombre d'exploitations agricoles en activité et ayant leur siège dans la commune est passé de 25 lors du recensement agricole de 1988  à 14 en 2000 puis à 10 en 2010 et enfin à 11 en 2020, soit une baisse de 56 % en 32 ans. Le même mouvement est observé à l'échelle du département qui a perdu pendant cette période 51 % de ses exploitations,. La surface agricole utilisée sur la commune a également diminué, passant de 617 ha en 1988 à 299 ha en 2020. Parallèlement la surface agricole utilisée moyenne par exploitation a augmenté, passant de 25 à 27 ha.

## Culture locale et patrimoine

### Lieux et monuments
Pour tout patrimoine, le village possède quelques croix, dont une à l'ancien octroi, vers l'ouest, une ancienne tuilerie qui voyait monter et descendre un petit wagonnet rouge transportant les pierres de la carrière voisine et une église romane.
- L'église de Saint-Martin est un édifice d'époque romane, Xe au XIIe siècle. Elle est entourée d'un vieux cimetière que le clocher-mur surplombe. L'église et la sacristie ont été dotées d'un mobilier caractéristique de l'époque napoléonienne du début du XIXe siècle : autel en bois polychrome, chaire à prêcher, statues en bois teinte dorée. Elle est fréquentée par les habitants du village et des environs pour différents offices et fait l'objet d'une grande attention puisqu'un projet de restauration lui est consacré.

## Vie pratique

### Culture

#### Manifestations
Chaque année depuis 1998 se déroule à Saint-Martin l'une des plus importantes manifestations artistiques de la région Midi-Pyrénées : le salon d'Art de Saint-Martin.